# フランス海外学士院
フランス海外学士院（フランスかいがいがくしいん、フランス語: Académie des sciences d’outremer-mer）はフランスの国立アカデミーのひとつである。1922年に当時の大統領アルベール・ルブランの下、創設。元はフランス植民地学士院であった。海外研究の学士院でありアフリカ、ラテンアメリカ、アジア、オセアニアの研究について、次の5部門に分かれており、著名な会員としてはモナコ公国アルベール2世]がいる。2018年に亡くなったデンマーク女王マルグレーテ2世の夫であるヘンリック王配も会員であった。
- 歴史学・地理学・人類学・言語学
- 政治・行政
- 法学、経済学、社会学
- 物理学､自然学、生物
- 教育学、文学、考古学、芸術